# 周自邗
周自邗（？—1616年），號玉汝，山東濟南府濱州軍籍。

## 生平
十一月初十日生。万历四十三年（1615年）乙卯科山東鄉試第八名舉人，四十四年（1616年）联捷丙辰科會試二百十二名，廷試三甲二百六十名進士，吏部觀政，未任官，卒。

## 家族
曾祖周孚先。祖父周其親，文林郎推官。父周一史，萬曆十年壬午科举人，官文林郎推官。